# Comté de Craig (Oklahoma)
Pour les articles homonymes, voir Comté de Craig.
Le comté de Craig est un comté situé au nord-est de l'État de l'Oklahoma, aux États-Unis. Le siège du comté est Vinita. Selon le recensement de 2000, sa population est de 14 950 habitants.

## Comtés adjacents
- Comté de Labette, Kansas (nord)
- Comté de Cherokee, Kansas (nord-est)
- Comté d'Ottawa (est)
- Comté de Delaware (sud-est)
- Comté de Mayes (sud)
- Comté de Rogers (sud-ouest)
- Comté de Nowata (ouest)

## Principales villes
- Big Cabin
- Bluejacket
- Ketchum
- Vinita
- Welch